# Зграда ковнице новца
Комплекс Завода за израду новчаница и кованог новца, специјализовани део Народне банке Србије је смештен између Топчидерског парка, некадашњег Тркалишта (данас Хиподрома) и Кошутњака. Комплекс је изграђен за потребе државне штампарије новца и ковнице. Од оснивања те институције комплекс је очувао своју изворну намену.

## Историја
Повод за оснивање ове државне институције, били су увећан оптицај новца након стварања Краљевине Срба, Хрвата и Словенаца и чињеница да се до средине тридесетих година 20. века, новац израђивао у иностранству (Белгији, Француској и Аустроугарској).
За израду папирних новчаница у два случаја је коришћена  Државна штампарија. Након што су набављене машине, хартија са водотиском и боја, према клишеима урађеним у Паризу, штампарија је 1876. године, без обезбеђене подлоге, одштампала пробну серију новчаница од 1, 5, 10, 50 и 100 динара, која никада није пуштена у промет. Државна штампарија је, према клишеу за новчаницу од 10 динара из 1876. године израдила и привремену новчаницу Привилеговане народне банке Краљевине Србије од 10 динара, која носи датум 1. новембар 1885. у укупном тиражу од 800.000 комада. Ова новчаница је у народу брзо прихваћена и добила је име „банка”.
С обзиром да израда новца у земљи гарантује већу сигурност,  заштиту и штедњу девизног новца, као и могућност брзе израде новца за хитне потребне, нарочито у ратним условима, запошљавања домаћег становништва, смањења трошкова израде, а посебно трошкове транспорта, главни Управни одбор Народне банке, на челу са гувернером Ђорђем Вајфертом је 30. децембра 1925. године донео одлуку о оснивању домаћег Завода за израду новчаница, као и да се одмах по успостављању производње започне с израдом резервних новчаница. Уз пуну подршку Француске банке (фр. Banque de France), одлучено је да се један машински инжењер упути у Париз, ради проучавање процеса израде новчаница.
Почетком наредне године, Народна банка је именовала инжењера Миливоја Обрадовића за будућег управника Завода и послала га у Париз како би се уз помоћ директора Француске банке Пола Шилера (фр. Paul Schuhler) упознао са свим пословима везаним за израду новчаница.
Истовремено је донета одлука да се пројектовање фабричког комплекса повери архитекти Јосифу Најману (1894–1951), који је у то време био запослен у Француској банци. Према упутствима Пола Шилера архитекта Најман је пројектовао комплекс објеката и њихово урбанистичко уређење, док је инжењер Милован Обрадовић дефинисао унутрашњи распоред просторија погонске зграде.
Само извођење радова поверено је предузимачу Иви Валанду. Истовремено са припремним радовима око подизања државне штампарије новца, Народна банка је марта 1927. године закључила уговор са Министарством пољопривреде и вода о дугорочном закупу земљишта на Топчидеру. Радило се о земљишту које је припадало Топчидерској економији. Након њене ликвидације, ово земљиште је додељено цркви, двору и државним установама. Народној банци је додељен део земљишта између Топчидерске реке и гробља, на коме се у време кнеза Милоша налазила војничке касарна. Кроз Топчидер је, осим тога, пролазила железничка пруга Београд–Ниш–Скопље, а индустријска пруга је фабрику требало директно да повеже са железничком станицом у Топчидеру.
Камен темељац је положен на празник Рођења Пресвете Богородице, 21. септембра 1927. године, што је записано у повељи узиданој у темеље зграде, уз имена личности значајних за настанак и изградњу комплекса. Свечаности су присуствовали изасланици владе, општине и свих привредних предузећа.
Све активности везане за подизање овог индустријског комплекса су пратили новинари дневних листова „Политика“ и „Време“.
Комплекс је пројектован по угледу на француске узоре и пример је ране примене смелог концепта, који није био уобичајен у српској архитектури, по коме структура одређује облик објекта.
У централном делу комплекса налази се погонска зграда од армираног бетона великих распона. Фасада је изведена у вештачком камену и теранови, али и већим стакленим површинама карактеристичним за модерне индустријске објекте. Уз северни тракт налазе се две асиметричне куле са посебним распоредом и обликом отвора. Западна кула изнад главног улаза се завршава кубичном куполом и служи као резервоар за воду. Велике стаклене површине подужних фасада, својствене објектима индустријске намене, додатно доприносе експресионистичком утиску читаве композиције.
У погонској згради су одељења за штампање и трезори за чување новчаница, а у улазном холу, једна наспрам друге, постављене су две мермерне плоче са записом о изградњи прве државне фабрике новца и о заслужним личностима које су бринуле о њеном настанку.
Сви објекти и инсталације Завода за израду новчаница завршени су октобра 1929. године, а са израдом папирног новца се започело два месеца касније, уз помоћ двојице графичара Француске банке.
Први примерци израђених новчаница били су у апоенима од 10 и 100 динара с натписом Краљевина Југославија и датумом издања 1. децембар 1929. године. Гувернер народне банке, Игњат Бајлони је прве примерке, пре пуштања у оптицај, предао краљу Александру I Карађорђевићу, приликом његове аудијенције Заводу.
Свечано освећење Завода у Топчидеру обављено је 26. јануара 1930. године у присуству краљевог изасланика, чланова Владе и представника свих важнијих установа у земљи, као и директора Пола Шилера и вицегувернера Француске банке Пјера Фурнијеа (фр. Pierre-Eugène Fournier), који је у име гувернера Емила Мороа (фр. Emile Moreau) одржао пригодан говор.
Процес производње се стално усавршавао. Урбанистичка и архитектонска структура комплекса је током времена имала извесних измена које су уклопљене у аутентични амбијент, уважавајући првобитни ауторски концепт.
Први комади домаћег кованог новца израђени у земљи били су новац Краљевине Југославије, од 20 динара, који носи годину 1931. и од 50 динара, који носи годину 1932. Израђени су у предузећу „Ковница а.д”, које се налазило у булевару Војводе Мишића. Предузеће је основано према правилима од 25. јула 1930, које је одобрио министар трговине и индустрије. Оснивачи су били угледне личности из Београда, а међу акционарима је било и неколико чланова породице Бошковић, због чега се за ово акционарско друштво често користио назив „ковница браће Бошковић”. Основна предвиђена делатност овог предузећа је било ковање медаља, споменица, као и дуката за накит. Према правилнику о ковању дуката од 17. јуна 1931. године, на основу одобрења министра финансија, предузеће је израдио новац од 1 и 4 дуката са ликовима краља Александра I Карађорђевића и краљице Марије и они су се продавали као накит. Задовољни квалитетом израде, на основу Закона о ковању сребрног новца од 20. јануара 1932. ово предузеће је исте године израдило 12,5 милиона комада сребрног новца од 20 динара, са ознаком 1931. Испорука је извршена према уговору и на време. Према уговору од 19. септембра 1932. ковници је поверена израда и 5,5 милиона комада од 50 динара, што је представљало половину предвиђене количине, с обзиром да је друга половина искована у Краљевској ковници у Лондону. Акционарско друштво је и поред успешно обављених послова запало у финансијске проблеме, насталих услед неблаговремене испоруке сировине за израду бугарског сребрног новца, који је требало да испоручи Краљевска ковница у Лондону, као и због курсних разлика при обрачуну послова. Осим тога, године 1936. је откривено кривично дело илегалног ковања 6.000 комада сребрног новца од 50 динара, због чега су ухапшени директор и књиговођа друштва. Овај догађај је највероватније био разлог да се 1937. законом забрани оснивање и рад приватних предузећа за израду било каквог кованог новца, те да се сви уређаји и материјал који би могли да послуже у ту сврху конфискују у корист државе. Предузеће је ипак наставило са радом, на другим врстама послова, а током Другог светског рата је променило назив у Титан а.д.
На основу Закона од 9. јула 1936. године, Влада Краљевине Југославије је наложила Народној банци изградњу ковнице. Истог месеца је донесена и Уредба о инсталирању постројења за ковање металног новца и других сличних ковина, а касније су донесене и друге уредбе о односима између државе и Народне банке у пословима ковања.
Ковница новца је подигнута поред Завода за израду новчаница, према пројекту из 1930. који је урадио Јосиф Најман. Зграда се састоји од два блока различитих висина, другачијих фасада, које осим пиластера немају друге декорације. Осим тога, око Завода је подигнута ограда висине 3,5 метара.
7. септембра 1938. године свечано је отворено одељење за израду металног новца, па се од тада сав редовни оптицајни, као и већина пригодног кованог новца кује у Заводу у Топчидеру. Исте године је искована и прва комплетна домаћа серија кованог новца.
У њој су исковане све законом предвиђене редовне и многе јубиларне емисије динара, као и медаља, плакета и друго.
После 1956. године, западно од Погонске зграде дограђена је једнострана административна зграда, по пројекту архитекте Милутина Јовановића. Стилски је усклађена са главним објектом и са њим је повезана ходником.
ЗИН има око 580 запослених.

## Остали производи
Завод за израду новчаница и кованог новца, осим израде штампаног и кованог новца, као и других производа за потребе Народне банке Србије, проширио је своју делатност на већи број производа, од којих су најважнији: лична документа - биометријски пасоши, личне карте, возачке и саобраћајне дозволе, визе, платне картице, акцизне маркице за дуван и алкохол, здравствене књижице, лекарски рецепти, холограмске налепнице са штампом, штедне књижице, чекови, студентски индекси, дипломе, сертификати, обвезнице и друге хартије од вредности, публикације и промотивни материјал, карте за превоз, полисе осигурања, сигурносне кесе за новац, новчани бонови, улазнице, обрасци, административне, судске и поштанске марке, као и ковани производи као што су медаље, одликовања, плакете. Због смањених потреба у земљи, своју делатност је усмерио на извоз, у неколико афричких земаља и земље бивше  Совјетског Савеза.

## Споменик културе
Комплекс представља један од изузетних примера експресионистичке архитектуре код нас, у периоду између два светска рата, најважнији је и најсложенији архитектонски и урбанистички комплекс у опусу Јосифа Најмана.
Главна фабричка зграда комплекса, под називом Зграда Ковнице новца, због својих културно-историјских, архитектонских и естетских вредности, утврђена је 2007. године за споменик културе.